# Činohra Národního divadla
Činohra Národního divadla je s Operou, Baletem a Laternou magikou jeden ze čtyř uměleckých souborů Národního divadla v Praze. Uměleckými ředitely Činohry jsou od sezony 2022/2023 Lukáš Trpišovský a Martin Kukučka, známí jako režijní duo SKUTR. Ti v této funkci vystřídali Danielu Špinar, která byla uměleckou šéfkou od roku 2015.

## Současný herecký soubor
Složení souboru k červnu 2025:
- Vladislav Beneš (od roku 1983)
- Denisa Barešová (od roku 2023)
- Pavla Beretová (od roku 2008)
- Jan Bidlas (od roku 2006)
- Magdaléna Borová (od roku 2004)
- Jana Boušková (od roku 1975)
- Marek Daniel (od roku 2023)
- Jindřiška Dudziaková (od roku 2018)
- Iva Janžurová (od roku 1987)
- Vladimír Javorský (1999–2009, od roku 2016)
- Filip Kaňkovský (od roku 2014)
- Šimon Krupa (od roku 2020)
- Veronika Lazorčáková (od roku 2017)
- Radúz Mácha (od roku 2011)
- Taťjana Medvecká (od roku 1975)
- Berenika Anna Mikeschová (od roku 2023)
- Robert Mikluš (od roku 2019)
- Pavel Neškudla (od roku 2023)
- František Němec (od roku 1982)
- Igor Orozovič (od roku 2013)
- Ondřej Pavelka (od roku 1993)
- Jana Pidrmanová (od roku 2012)
- Zdeněk Piškula (od roku 2023)
- Marie Poulová (od roku 2023)
- David Prachař (od roku 2002)
- Jana Preissová (od roku 1990)
- Martina Preissová (od roku 2000)
- Zuzana Stivínová (1994–2000, od roku 2019)
- Jiří Štěpnička (od roku 1975)
- Pavlína Štorková (od roku 2015)
- Johanna Tesařová (od roku 1992)
- Petr Vančura (od roku 2019)
- Tereza Vilišová (od roku 2015)
- Kateřina Winterová (od roku 1998)

## Bývalí členové hereckého souboru (výběr)
- Josef Abrhám (1992–1994)
- Jiří Adamíra (1990–1993)
- Zdenka Baldová (1922–1958)
- Igor Bareš (2005–2016)
- Pavel Batěk (2015–2022)
- Bohumil Bezouška (1953–1981)
- Ladislav Boháč (1929–1970, 1972–1974)
- Blanka Bohdanová (1966–2010)
- Vladimír Brabec (1959–1975, 1981–1993)
- Jana Březinová (1972–1998)
- Kateřina Burianová (1991–2013)
- Zuzana Bydžovská (1990–2000)
- Vilma Cibulková (1985–1991)
- Bohuslav Čáp (1967–1989)
- Josef Čáp (1970–1984)
- Helga Čočková (1967–1993)
- Rudolf Deyl (1905–1942)
- Patrik Děrgel (2015–2021)
- Karel Dobrý (2014–2017)
- Jiří Dohnal (1935–1944, 1946–1981)
- Jan Dolanský (2003–2014)
- Leopolda Dostalová (1901–1920, 1924–1942, 1945–1959)
- Miroslav Doležal (1948–1990)
- Miroslav Donutil (1990–2013)
- Vojtěch Dyk (2008–2012)
- Miroslav Etzler (1992–1998)
- Vlasta Fabianová (1941–1977)
- Anna Fialová (2019–2023)
- František Filipovský (1945–1992)
- Ladislav Frej (1994–1998)
- Naděžda Gajerová (1959–1987)
- Věra Galatíková (1993–2005)
- Josef Gruss (1933–1971)
- Marie Glázrová (1939–1987)
- Hugo Haas (1930–1939)
- Jan Hájek (2006–2011)
- Elena Hálková (1935–1940, 1944–1951)
- Jan Hartl (1997–2015)
- Libuše Havelková (1960–1991)
- Jana Hlaváčová (1965–1990)
- Kateřina Holánová (2006–2016)
- Karel Höger (1940–1977)
- Blažena Holišová (1960–1992)
- Eva Horká (1987–1992)
- Rudolf Hrušínský (1960–1994)
- Barbora Hrzánová (1987–1993)
- Vlasta Chramostová (1990–2010)
- Jana Janěková ml. (2000–2009, 2011–2018)
- Klára Jerneková (1966–2000)
- Karel Jičínský (1919–1938)
- Lucie Juřičková (2015–2023)
- Jan Kačer (1990–2015)
- Oldřich Kaiser (1993–1999)
- Bedřich Karen (1921–1959)
- Josef Kemr (1965–1995)
- Eva Klenová (1945–1990)
- Václav Knop (1984–1994)
- Jiří Kodet (1991–2004)
- Barbara Kodetová (1991–1996)
- Eduard Kohout (1916–1960)
- Emil Konečný (1945–1984)
- Petr Kostka (1974–1994)
- Richard Krajčo (2003–2013)
- Sabina Králová (1995–2015)
- Jarmila Krulišová (1948–1989)
- Pavel Kříž (1996–2000)
- Mario Kubec (1992–1993)
- Radovan Lukavský (1957–2008)
- Ivan Luťanský (1976–1983)
- Jaroslav Mareš (1952–1988)
- David Matásek (1991–1995, 2002–2025)
- Dana Medřická (1959–1983)
- Jaromíra Mílová (1994–2016)
- Josef Mixa (1948–1990)
- Petr Motloch (1998–2016)
- Ladislav Mrkvička (1991–2016)
- Luděk Munzar (1957–1990)
- Růžena Nasková (1907–1955)
- Bořivoj Navrátil (1961–1992)
- Miloš Nedbal (1945–1970, 1973–1976)
- Antonie Nedošinská (1928–1940)
- Miloš Nesvadba (1948–2014)
- Stanislav Neumann (1927–1975)
- Jan Novotný (1993–2016)
- Josef Pehr (1945–1985)
- Martin Pechlát (2012–2018)
- Petr Pelzer (1994–2015)
- Ladislav Pešek (1929–1976)
- Jiřina Petrovická (1951–1990)
- Tomáš Petřík (1999–2004)
- Jan Pivec (1934–1970)
- Lída Plachá (1948–1988)
- Lucie Polišenská (2015–2024)
- Bronislav Poloczek (1988–2011)
- Karel Pospíšil (1995–2011)
- Simona Postlerová (1987–1992)
- Václav Postránecký (1979–2019)
- Martin Preiss (1998–2004)
- Bedřich Prokoš (1958–1965, 1969–1984)
- Jaroslav Průcha (1931–1963)
- Alexej Pyško (1988–2016)
- René Přibil (1988–1992)
- Filip Rajmont (2010–2023)
- Saša Rašilov st. (1921–1955)
- Saša Rašilov (2002–2024)
- Regina Rázlová (1981–1998)
- Vladimír Ráž (1954–1990)
- Boris Rösner (1987–2005)
- Martin Růžek (1963–1990)
- Čestmír Řanda (1966–1986)
- Ivan Řezáč (1987–1995)
- Matyáš Řezníček (2016–2023)
- Eva Salzmannová (1990–1991, 1994–2018)
- Soběslav Sejk (1953–1990)
- Olga Scheinpflugová (1929–1944, 1946–1968)
- Luba Skořepová (1948–2014)
- Michal Slaný (2001–2009)
- František Smolík (1934–1961)
- Jitka Smutná (1990–2006)
- Josef Somr (1978–2002)
- Jiří Sovák (1966–1984)
- Rudolf Stärz (1999–2013)
- Milan Stehlík (1970–2019)
- Jana Stryková (2017–2023)
- Jiří Suchý z Tábora (2016–2019)
- Petr Svoboda (1984–1989)
- Petr Svojtka (1975–1982)
- Libuše Šafránková (1992–1994)
- Zdeněk Šavrda (1951–1978)
- Zuzana Šavrdová (1972–2011)
- Jiřina Šejbalová (1928–1971)
- Hana Igonda Ševčíková (1992–2015)
- Petra Špalková (2004–2014)
- Miluše Šplechtová (1991–2015)
- Petr Štěpánek (1970–1993)
- Zdeněk Štěpánek (1934–1968)
- Jiřina Štěpničková (1930–1936)
- Alena Štréblová (2016–2023)
- Jan Šťastný (1988–1992)
- Alois Švehlík (1988–2025)
- Václav Švorc (1944–1990)
- Antonie Talacková (2006–2016)
- Sylva Turbová (1972–1998)
- Jaroslava Tvrzníková (1965–1981)
- Vilém Udatný (1996–2004)
- Jiří Vala (1971–1999)
- Marek Vašut (1985–1992)
- Marie Vášová (1945–1984)
- Josef Velda (1963–1992)
- Josef Vinklář (1983–2007)
- Jan Vlasák (1990–2000)
- Oldřich Vlček (1967–2015)
- Jaroslav Vojta (1925–1959)
- Pavel Vondruška (1977–2009)
- Václav Voska (1945–1950)
- Václav Vydra (1922–1940, 1945–1953)
- Bohumil Záhorský (1946–1977)
- Lucie Žáčková (2006–2016)
- Vlasta Žehrová (1981–1989)

## Nejúspěšnější inscenace činohry ND

### Sluha dvou pánů
Nejznámější inscenací činohry byl bezpochyby titul Sluha dvou pánů v režii Ivana Rajmonta s Miroslavem Donutilem v titulní roli sluhy Truffaldina. Inscenace měla premiéru 22. 9. 1994 a derniéru pak dne 27. 12. 2016 při šestisté repríze . Z mnoha účinkujících, kteří inscenací za dobu jejího uvádění prošli, je třeba jmenovat alespoň následující umělce: Miluše Šplechtová, Alexej Pyško, Oldřich Kaiser, Karel Pospíšil, Miroslav Etzler, Barbara Kodetová, Milan Stehlík, Oldřich Vlček, Petr Pelzer, Martin Donutil, Kristýna Hrušínská, Jan Novotný, Antonie Talacková, Kateřina Holánová, Filip Rajmont a mnozí další.

## Další inscenace od sezóny 2008 / 2009
Činohra ND měla v repertoáru mimo jiné tyto inscenace:
- Lucerna (Národní divadlo, 7. 10. 2008 – 9. 5. 2010)
- Den naděje (Divadlo Kolowrat, 14. 11. 2008 – 13. 5. 2010)
- Mikve (Stavovské divadlo, 4. 12. 2008 – 16. 6. 2018)
- Listy důvěrné (Divadlo Kolowrat, 19. 2. 2009 – 4. 12. 2011)
- Nepřítel lidu (Stavovské divadlo, 26. 2. 2009 – 9. 6. 2010)
- Pláč (Divadlo Kolowrat, 19. 5. 2009 – 28. 11. 2011)
- Srpen v zemi indiánů (Stavovské divadlo, 3. 6. 2009 – 13. 5. 2013)
- Radúz a Mahulena (Národní divadlo, 18. 6. 2009 – 5. 2. 2015)
- Kupec benátský (Stavovské divadlo, 12. 11. 2009 – 4. 11. 2011)
- Žebrácká opera (Národní divadlo, 10. 12. 2009 – 23. 5. 2011)
- Čekání na Godota (Nová scéna, 16. 1. 2010 – 22. 2. 2015)
- Blackbird (Divadlo Kolowrat, 11. 3. 2010 – 15. 12. 2015)
- Spaseni (Nová scéna, 12. 3. 2010 – 21. 1. 2011)
- Čaj u pana senátora (Stavovské divadlo, 18. 3. 2010 – 1. 1. 2013)
- Co se stalo, když Nora opustila manžela (Nová scéna, 15. 5. 2010 – 19. 6. 2014)
- Dogville (Stavovské divadlo, 10. 6. 2010 – 28. 1. 2011)
- Historický monolog (Divadlo Kolowrat, 15. 6. 2010 – 6. 6. 2012)
- Věc Makropulos (Stavovské divadlo, 18. 11. 2010 – 28. 3. 2014)
- Špinavé ruce (Divadlo Kolowrat, 3. 12. 2010 – 5. 6. 2012)
- Zkrocení zlé ženy (Národní divadlo, 10. 2. 2011 – 12. 6. 2014)
- Být či nebýt (Stavovské divadlo, 24. 2. 2011 – 21. 6. 2012)
- Konec masopustu (Národní divadlo, 26. 5. 2011 – 26. 6. 2012)
- Racek (Stavovské divadlo, 9. 6. 2011 – 17. 6. 2015)
- Král Lear (Národní divadlo, 10. 11. 2011 – 18. 6. 2013)
- Ohrožené druhy (Nová scéna, 24. 11. 2011 – 7. 12. 2014)
- Deváté srdce (Stavovské divadlo, 24. 11. 2011 – 2. 3. 2013)
- Enron (Stavovské divadlo, 16. 2. 2012 – 13. 6. 2014)
- Má vzdálená vlast (Nová scéna, 17. 2. 2012 – 26. 2. 2013)
- Bláznivý den aneb Figarova svatba (Stavovské divadlo, 26. 4. 2012 – 7. 10. 2013)
- Karla (Divadlo Kolowrat, 18. 5. 2012 – 16. 12. 2013)
- Nosorožec (Nová scéna, 30. 5. 2012 – 12. 5. 2014)
- Pán z Prasečkova (Stavovské divadlo, 22. 11. 2012 – 21. 12. 2015)
- Troilus a Kressida (Národní divadlo, 6. 12. 2012 – 15. 1. 2014)
- Strýček Váňa (Stavovské divadlo, 14. 3. 2013 – 20. 6. 2015)
- Z prachu hvězd (Divadlo Kolowrat, 22. 3. 2013 – 23. 5. 2016)
- Ohlušující pach bílé (Divadlo Kolowrat, 29. 5. 2013 – 10. 5. 2016)
- Zahradní slavnost (Stavovské divadlo, 13. 6. 2013 – 29. 1. 2016)
- Jedenácté přikázání (Stavovské divadlo, 21. 11. 2013 – 11. 6. 2017)
- Strakonický dudák (Národní divadlo, 5. 12. 2013 – 6. 2. 2018)
- Tartuffe Impromptu! (Stavovské divadlo, 28. 2. 2014 – 12. 5. 2015)
- Kvartýr (Nová scéna, 13. 3. 2014 – 12. 5. 2015)
- Les (Stavovské divadlo, 19. 3. 2014 – 10. 12. 2016)
- 1914 (Stavovské divadlo, 30. 4. 2014 – 6. 12. 2015)
- Ze života hmyzu (Národní divadlo, 5. 6. 2014 – 8. 6. 2016)
- Po sametu (Nová scéna, 17. 11. 2014 – 18. 5. 2016)
- Dokonalé štěstí aneb 1789 (Národní divadlo, 4. 12. 2014 – 21. 6. 2015)
- Othello, benátský mouřenín (Stavovské divadlo, 18. 12. 2014 – 15. 6. 2017)
- Strasti života (Nová scéna, 12. 3. 2015 – 24. 5. 2016)
- Zemětřesení v Londýně (Nová scéna, 2. 4. 2015 – 1. 3. 2017)
- Kámen (Stavovské divadlo, 28. 5. 2015 – 10. 6. 2016)
- Spolu / Sami (Nová scéna, 12. 11. 2015 – 5. 6. 2017)
- Láska a informace (Nová scéna, 5. 2. 2016 – 14. 2. 2018)
- Jako břitva (Stavovské divadlo, 31. 3. 2016 – 18. 12. 2017)
- Experiment myší ráj (Nová scéna, 26. 5. 2016 – 23. 4. 2018)
- Tři sestry (Stavovské divadlo, 8. 9. 2016 – 18. 6. 2018)
- Dotkni se vesmíru a pokračuj (Nová scéna, 3. 11. 2016 – 11. 6. 2018)
- Na moři, zírám nahoru (Nová scéna, 9. 3. 2017 – 27. 5. 2018)